# Тејбиона (Јута)
Тејбиона (енгл. Tabiona) град је у америчкој савезној држави Јута.

## Демографија
По попису из 2010. године број становника је 171, што је 22 (14,8%) становника више него 2000. године.
| Група             | 2000.       | 2010.       |
| Белци             | 144 (96,6%) | 166 (97,1%) |
| Афроамериканци    | 0 (0,0%)    | 0 (0,0%)    |
| Азијати           | 0 (0,0%)    | 0 (0,0%)    |
| Хиспаноамериканци | 3 (2,0%)    | 0 (0,0%)    |
| Укупно            | 149         | 171         |